# Wiktor Soljanow
Wiktor Wiktorowytsch Soljanow (ukrainisch Віктор Вікторович Солянов; * 15. Juni 1997) ist ein ukrainischer Hürdenläufer, der sich auf die 110-Meter-Distanz spezialisiert hat.

## Sportliche Laufbahn
Erste internationale Erfahrungen sammelte Wiktor Soljanow im Jahr 2019, als er bei den U23-Europameisterschaften im schwedisch Gävle mit 14,14 s im Halbfinale ausschied. Im Jahr darauf gewann er bei den Balkan-Meisterschaften in Cluj-Napoca in 14,09 s die Bronzemedaille. 2021 belegte er dann bei den Balkan-Hallenmeisterschaften in Istanbul in 7,99 s den achten Platz über 60 m Hürden, ehe er bei den Halleneuropameisterschaften in Toruń mit 7,99 s in der ersten Runde ausschied.
2020 wurde Soljanow ukrainischer Meister im 110-Meter-Hürdenlauf und 2020 und 2021 siegte er in der Halle über 60 m Hürden.

## Persönliche Bestzeiten
- 110 m Hürden: 14,05 s (+0,4 m/s), 25. Juli 2019 in Luzk
  - 60 m Hürden (Halle): 7,83 s, 10. Februar 2021 in Sumy